# Krzyżowanie wsteczne
Krzyżowanie wsteczne (ang. backcrossing) – metoda stosowana w genetyce oraz w hodowli roślin i zwierząt polegająca na krzyżowaniu heterozygotycznego potomka (F1, F2, .. Fn) z jedną z homozygotycznych form rodzicielskich (P). Efektem krzyżowania wstecznego jest krzyżówka genetyczna zwana pokoleniem wstecznym (BC).
Np. krzyżując formy rodzicielskie otrzymuje się heterozygotycznego mieszańca-F1, który następnie w wyniku krzyżowania wstecznego z jedną z form rodzicielskich daje pierwsze pokolenie wsteczne. Jeśli do takiej krzyżówki użyta zostanie forma rodzicielska, która jest homozygotą recesywną, to taką krzyżówkę nazywamy krzyżówką testową.

## Zastosowanie
Dzięki tej metodzie hodowli można wprowadzić określony gen jednej formy rodzicielskiej na tło genetyczne formy drugiej. Krzyżowanie wsteczne stosuje się w hodowli odmian wieloliniowych i w hodowli heterozyjnej, np. w celu uzyskania odmian dziedzicznie odpornych na patogeny wykorzystujących zarówno odporność bierną (oporność), jak i czynną.
Krzyżowanie wsteczne pozwala na:
- wprowadzenie cech determinowanych genami dominującymi
- wprowadzenie cech determinowanych genami recesywnymi